# フアン・イグナシオ・ブレックス
フアン・イグナシオ・ブレックス（Juan Ignacio Brex、1992年5月26日 - ）は、ユナイテッド・ラグビー・チャンピオンシップ、ベネットン・ラグビーに所属するラグビーユニオン選手。

## プロフィール
- アルゼンチン、ブエノスアイレス出身[1]。
- ポジションはセンター(CTB)。
- 身長 189cm、体重 99kg
- U20アルゼンチン代表に選ばれたことがある[2]。
- 7人制アルゼンチン代表・7人制イタリア代表共に選ばれたことがある[3]。
- イタリア代表キャップは19（2023年2月現在）でワールドカップ2019のイタリア代表に選ばれた[4]。

## 略歴
サン・シラノ、パンパスXV、ヴィアダーナ経て、2017年、ベネットンに加入。 